# Péniche du cœur
 (novembre 2013).
Si vous disposez d'ouvrages ou d'articles de référence ou si vous connaissez des sites web de qualité traitant du thème abordé ici, merci de compléter l'article en donnant les références utiles à sa vérifiabilité et en les liant à la section « Notes et références ».
L’Association de la Péniche du cœur est un centre d'hébergement d'urgence à Paris de niveau 2 créé en 1993 par les Restos du cœur et La Mie de pain.

## Structure et fonctionnement
La péniche proprement dite a été mise en place au début de l’hiver 1995. Amarrée au port Saint-Bernard, à côté du jardin Tino-Rossi, dans le 5e arrondissement de Paris, elle permet d’accueillir 63 personnes sans domicile chaque nuit dans un but de réinsertion, pour une durée allant de deux semaines à trois mois d'hébergement. La Péniche du Cœur fait partie du dispositif parisien d’urgence sociale géré par la DASS.
Les 63 bénéficiaires sont répartis dans les 40 petites chambres disposés sur les deux étages de la péniche.
Ces bénéficiaires, uniquement envoyés par les services sociaux français, sont accueillis par une équipe d'une dizaine de bénévoles tous les soirs à partir de 18h30 en semaine et 15h00 le dimanche : un repas chaud et équilibré leur est proposé vers 19h45 dans la grande salle à manger.
Le lendemain matin, un petit déjeuner leur est servi par une autre équipe de bénévoles.
Ouverte toute l'année, la « Péniche du Cœur » est animée par une équipe de 8 salariés, composée de : 1 directeur, 3 conseillers sociaux, 1 secrétaire, 1 cuisinier économe et 2 agents techniques, et par environ 180 bénévoles qui se relayent les matins, après-midi et soirs. La Péniche du Cœur est une association dite « loi 1901 ». Chacune des deux associations fondatrices (Restos du cœur et La Mie de pain) est représentée par des membres élus parmi les bénévoles au Conseil d’administration : 10 membres pour les Restos du cœur, et 4 membres pour La Mie de pain.
Le Conseil définit la mission du Centre et les conditions d’hébergement. Il vote le budget et approuve les comptes de l’association. La gestion courante du Centre d’hébergement est quant à elle assurée par le Bureau de l’association en collaboration avec le directeur du Centre. Ce Bureau est composé du président du conseil d’administration, d'un trésorier, d’un responsable des bénévoles et d’un secrétaire général. Le Bureau peut de plus s’adjoindre selon ses besoins, des conseillers chargés de missions spécifiques.